# مرکز طراحی و توسعه نظامی اردن
شرکت دولتی صنایع دفاعی اردن که در سال ۱۹۹۹ توسط نیروهای مسلح اردن به منظور ارائه قابلیت بومی برای خدمات علمی و فنی به نیروهای مسلح اردن (JAF) تأسیس شد. در تأسیس این مرکز همچنین تأمین تجهیزات دفاعی و تجاری و بهینه‌سازی برای نیازهای خاورمیانه در نظر گرفته شده‌است.
مرکز وظیفه دارد مطابق بهترین شیوه‌های تجاری عمل کند و هم از طریق بودجه دفاعی و هم از طریق درآمدهای فروش فناوری، محصولات و خدمات تأمین می‌شود.
دارای تقریباً ۲۰۰ پرسنل نظامی و غیرنظامی در دو واحد تجاری استراتژیک خود است. اکثر کارکنان آن در گروه مهندسی واقع در کارگاه‌های اصلی ملک حسین کار می‌کنند اما دفتر مرکزی آن در مرکز امان است و به سه بخش سازماندهی شده‌است: مهندسی، تولید و برنامه‌ریزی.

## شرکت‌های تابعه
تولید خودروهای سبک رزمی (JLVM)
JLVM یک سرمایه‌گذاری مشترک بین KADDB و Jankel Group Ltd از بریتانیا برای طراحی، توسعه، تولید و بازاریابی خودروهای نظامی است. محصولات اصلی آن خودروی سبک سوسنة الصحراء و خودروی نظامی الجواد برای مصارف امنیتی داخلی، و خودروی شناسایی دوربرد ثعلب است. JLVM که از سال ۲۰۰۸ فعالیت خود را آغاز کرده‌است، در سال ۲۰۱۰ برنده جایزه ملک عبدالله دوم شد. استراتژی تولید وسایل نقلیه JLVM «ساخت به سفارش» و/یا «مهندسی به سفارش» است تا نیازهای خاص مشتری از معمولی تا خودروی با قابلیت خاص است.

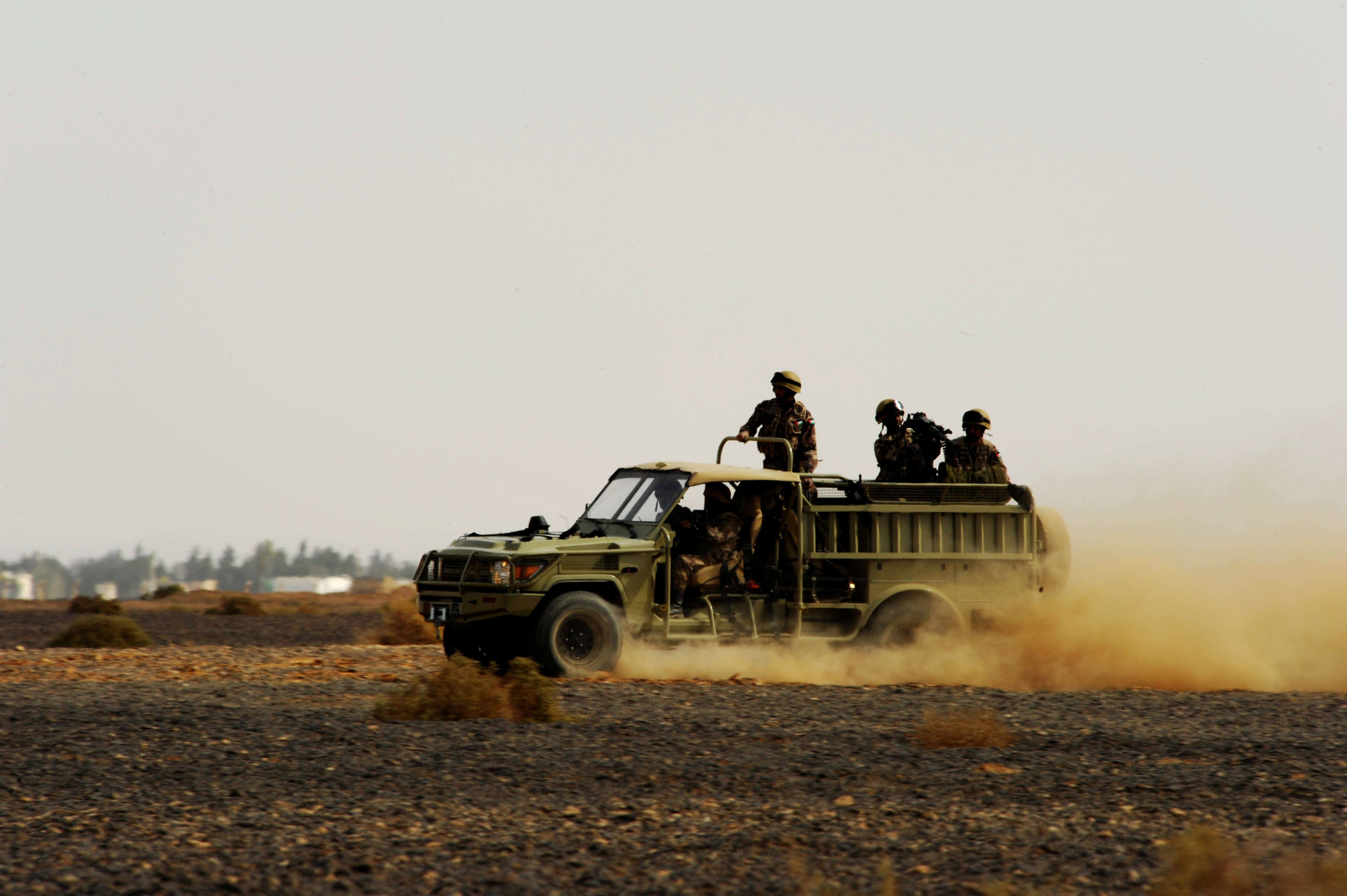
خودروی سوسن صحرا بر اساس تویوتا هایلوکس با موتور ۲٫۸ لیتری دیزل ۸۸ اسب بخار

وسایل نقلیه شامل خودروهای امنیت داخلی کاملاً زرهی (ISV) مثل خودروهای حمل پول بر اساس انواع شاسی‌های بازاری و سایر محصولات معمولی مانند وسایل نقلیه کاربردی ۴×۴، LRPV، آمبولانس‌ها، خودروهای طبی سیار و غیره. بخشی از سبد محصولات JLVM هستند.

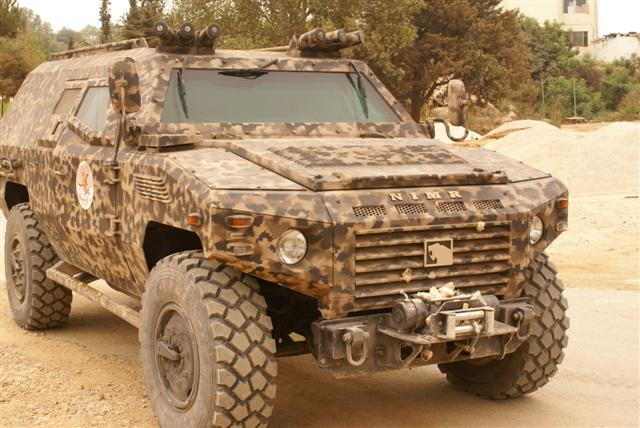
خودروی تاکتیکی نمر

### راه حل‌های تولید و خدمات اردن (JMSS)
۱۲۵۰۰ متر مربع کارگاه و فروشگاه، جرثقیل سقفی ۵۰ تنی، ماشین‌های CNC شامل (واتر جت، لیزر، 1000 MT پرس ترمز، دستگاه‌های برش پلاسما CNC، لوله خمکن) شامل مجموعه تانک از جمله ماشین‌های ماشینکاری بدنه، دستکاری‌های بدنه و برجک و ماشین‌های تراشکاری است. فعالیت‌های آن عبارتند از:
تولید دسته ای خودروهای متوسط و سنگین
تعمیر و نگهداری تا سطح انبار شامل بازسازی، ارتقاء، اصلاح و نوسازی انواع مختلف وسایل نقلیه.
طراحی، توسعه و ارتقا زره
تولید و ساخت فولاد (صنایع راه‌آهن، پتاس، سیمان و فسفات)
طراحی و ساخت اطاقک زره
طراحی، توسعه و ساخت ایستگاه‌های تیراندازی

### نمایشگاه نیروهای عملیات ویژه (SOFEX)
SOFEX سریعترین و تنها نمایشگاه و کنفرانس عملیات ویژه و امنیت داخلی در جهان است که دارای بزرگ‌ترین تجهیزات و راه حل‌های کاملاً یکپارچه و نوآورانه نیروهای عملیات ویژه از سراسر جهان است.

### JoSecure International شرکت امنیت
شرکت امنیت بین‌المللی اردن (JoSecure) یک نهاد تجاری است که به‌طور کامل متعلق به دفتر طراحی و توسعه پادشاه عبدالله دوم (KADDB) است. این شرکت در سال ۲۰۰۴ تأسیس شد تا با ارائه بالاترین سطوح خدمات و برنامه‌های کاربردی، انواع خدمات امنیتی با کیفیت بالا را به بخش‌های دولتی و خصوصی هم در سطح محلی و هم در سراسر منطقه ارائه دهد. واحدهای تجاری عبارتند از: نگهبانی، یکپارچه سازی سیستم‌ها، ردیابی و ناوبری، و محصولات امنیتی و ایمن.

### شرکت ماشینکاری پیشرفته اردن
مکانی برای تولید دقیق در اردن برای حمایت از پایگاه صنعتی در حال توسعه کشور و همچنین بررسی فرصت‌های صادرات منطقه ای و بین‌المللی است.
هدف شرکت این است که در خط مقدم تولید پیشرفته در اردن قرار گیرد، و علاوه بر ارائه خدمات ماشینکاری بر اساس عرضه مستقیم، به سایر تولیدکنندگان محلی با انتخاب ابزار، عملیات حرارتی، الزامات آموزشی و کمک‌های فنی مثل درک خواص مواد و ویژگی‌های ماشینکاری آنها و غیره کمک کند.

### شرکت تولید و خدمات مهمات اردن (JORAMMO)
شرکت تولید و خدمات مهمات جردن در سال ۲۰۰۸ به عنوان یک سرمایه‌گذاری مشترک با یک شرکت بلژیکی تولید مهمات، و DMV، یک شرکت هلدینگ از ایالات متحده تأسیس شد. هدف JORAMMO تبدیل شدن به یکی از بزرگ‌ترین مراکز در خاورمیانه و شمال آفریقا برای طراحی، توسعه، تولید مهمات، انجام آزمایش و صلاحیت محصولات این شرکت و غیر مادی کردن مهمات است. این شرکت نیازهای مهمات نیروهای مسلح اردن و همچنین سایر نیروهای مسلح در منطقه و سراسر جهان را تأمین می‌کند.
مهمات تولید شده در JORAMMO نیز تحت ارزیابی‌های پیشرفته در آزمایشگاه‌های آزمایش بالستیک قرار می‌گیرد. این کار با انجام بررسی‌هایی با استفاده از آخرین تجهیزات الکترونیکی برای بررسی عملکرد کلی مهمات از جمله سرعت، فشار، دقت و ضربه انجام می‌شود. از این قابلیت‌های آزمایشگاهی موجود برای بهبود و توسعه مهمات برای مشتریان این شرکت استفاده می‌شود، زیرا JORAM به عنوان مرکز تحقیق و توسعه در زمینه ساخت انواع مهمات برای پاسخگویی به نیازهای کاربران در این زمینه عمل می‌کند.

### شرکت تجهیزات و سیستم‌های دفاعی
این شرکت در سال ۲۰۰۵ به عنوان یک مشارکت موفق بین مرکز طراحی و توسعه ملک عبدالله دوم و شرکت تخصصی خدمات الکترونیک اردن تأسیس شد. اعلیحضرت ملک عبدالله دوم بن الحسین کارخانه تجهیزات و سیستم‌های دفاعی جادارا را در ۳۰ می ۲۰۱۳ افتتاح کرد.
این شرکت در حال تولید یک سلاح قابل حمل با نام (RPG-32) «تیرانداز» موقعیت پیشرفته که از چندین نوع موشک (ضد تانک / پشت سر هم PG-32V و موشک چند منظوره / حرارتی TBG-32V با مشخصات مدرن و کارایی مخرب بالا، بهره می‌برد.

### شرکت اردنی طراحی سلاح‌های سبک (JAWS)
این سازمان به منظور تقویت و ایجاد توانمندی‌های ملی برای ایفای نقش فعال و کمک به طراحی و توسعه بهترین سلاح‌ها با استانداردهای با کیفیت بالا و یافتن راه حل‌های تاکتیکی (تاکتیکی) مناسب برای پاسخگویی به نیازهای کاربران با توجه به ماهیت ایجاد شده‌است. ماموریت‌ها و وظایف

### دیگر شرکتها
شرکت تولید پوتین
غذاهای آماده عرب
NP Aerospace Jordan
رایتک اردن
نقشه‌برداری هوایی و عکاسی (ASP)
شرکت سیستم‌های الکترونیکی روسیه و اردن (JRESCO)
شرکت طراحی اردن
Seabird Aviation Jordan (SAJ)
مرکز فناوری اطلاعات شاهزاده فیصل (PFITC)
سیستم‌های تسلیحات و سلاح اردن (JAWS)
شرکت الکترواپتیک اردن (JEOC).